# Plachie
Plachia este o mâncare de pește preparată cu ulei și cu multă ceapă, rumenită la cuptor.
De asemenea, reprezintă și o mâncare de orez sau păsat, care se prepară cu ulei, ceapă, roșii sau bulion.